# Konrad Bauer
Konrad "Pitt" Bauer (9. únor 1919 Gelsenkirchen - 17. červen 1990 tamtéž) byl stíhací pilot německé Luftwaffe, letecké eso s 57 potvrzenými sestřely, z nichž 39 dosáhl nad západní frontou a 18 nad východní frontou během druhé světové války. Byl jedním z nejúspěšnějších stíhacích pilotů v boji proti americkým čtyřmotorovým bombardérům. Za svou bojovou statečnost a úspěšné vojenské vedení byl vyznamenán Rytířským křížem Železného kříže.

## Životopis
Konrad Bauer se narodil 9. února 1919 v Gelsenkirchenu. Po absolvování stíhacího výcviku byl poslán na východní frontu k 10./JG 51. U této jednotky dosáhl dne 20. března 1943 své první vzdušné vítězství, když sestřelil sovětský dvoumotorový střemhlavý bombardér Pe-2. V červenci 1943 začal sloužit u Stabsstaffel/JG 51, přičemž první letadlo u této jednotky sestřelil 1. září 1943, kdy se jeho obětí stala sovětská stíhačka La-5. Velmi úspěšný byl pro Bauera 15. prosinec 1943, kdy během jednoho bojového letu dosáhl šest vzdušných vítězství. V tento den sestřelil nejprve bojové letadlo Il-2, potom v průběhu necelých pěti minut dva lehké bombardéry Boston Mk.III a další tři Il-2. Během působení na východní frontě dosáhl celkem 18 vzdušných vítězství.
V březnu 1944 byl převelen k II./JG 3, která sloužila u protivzdušné obrany Říše (Reichsverteidigung). U této jednotky dosáhl prvního sestřelu proti západním Spojencům, když 18. dubna 1944 sestřelil americký čtyřmotorový těžký bombardér B-17 Flying Fortress v prostoru města Zehdenick, severně od Berlína.
Od června 1944 sloužil u 5. (Sturm) /JG 300, která byla vybavena převážně těžce vyzbrojenými a pancéřovanými stíhačkami Fw 190A-8/R2 nebo R8. U této jednotky se Bauer vypracoval mezi nejobávanější protivníky amerických bombardérů, například 7. července 1944 sestřelil dva těžké bombardéry B-24 Liberator a dvoumotorovou těžkou stíhačku P-38 Lightning. Konrad Bauer se mimo jiné účastnil i leteckých bitev nad územím dnešního Rakouska, Česka, Slovenska a Maďarska. Dne 29. srpna 1944 se zúčastnil letecké bitvy nad Bílými Karpaty, přičemž si připsal jeden sestřel B-17G Flying Fortress v prostoru Trenčína. Konrad Bauer byl celkem sedmkrát sestřelen. Naposledy během velké letecké bitvy dne 11. září 1944, kdy byl jeho Fw 190A-8 (červená 21) po vítězství nad třemi stíhačkami P-51 Mustang sestřelen. Bauer utrpěl těžká zranění a mimo jiné přišel o dva prsty na pravé ruce.
Dne 31. října 1944 byl za 34 vzdušných vítězství vyznamenán Rytířským křížem Železného kříže. Do služby se vrátil koncem ledna 1945 ve funkci velitele 5./JG 300, ale operačně už nelétal. Byl navržen i na vyznamenání dubovou ratolestí k Rytířskému kříži, ale toto vyznamenání mu už nebylo uděleno. Během druhé světové války uskutečnil celkem 416 bojových letů, při kterých dosáhl 57 potvrzených vzdušných vítězství.
Po druhé světové válce nastoupil do služeb obnovené západoněmecké Luftwaffe, z níž odešel v hodnosti Hauptmann (ekvivalent k hodnosti kapitán) v roce 1960. Konrad Bauer zemřel 17. června 1990 v Gelsenkirchenu ve věku 71 let.

## Vyznamenání
- Železný kříž II. třídy
- Železný kříž I. třídy
- Zlatá frontová letecká spona
- Čestný pohár za zvláštní úspěchy v letecké válce (31. březen 1944)
- Německý zlatý kříž (10. červenec 1944)
- Rytířský kříž Železného kříže (31. říjen 1944)